# Nikta Fakhri
Pour les articles homonymes, voir Fakhri.
Nikta Fakhri est une physicienne irano-américaine qui est professeure agrégée de physique en développement de carrière Thomas D. et Virginia W. Cabot au Massachusetts Institute of Technology. Ses recherches portent sur la physique hors équilibre dans les systèmes vivants. Elle reçoit le prix de début de carrière 2022 de la Société américaine de physique pour la recherche sur la matière molle.

## Première vie et éducation
Fakhri grandit à Téhéran. Elle est étudiante de premier cycle à l'université de technologie de Sharif. Après avoir obtenu son bachelor, Fakhri rejoint l'université Rice, où elle étudie la dynamique des nanotubes de carbone dans des milieux complexes. Ses recherches doctorales portent sur la dynamique des nanotubes de carbone à simple paroi dans l'eau. Plus précisément, Fakhri propose l’utilisation de la fluorescence proche infrarouge des nanotubes de carbone comme rapporteurs indépendants des systèmes cellulaires. Fakhri rejoint l'université de Göttingen en tant que chercheuse postdoctorale.

## Recherche et carrière
En 2015, Fakhri rejoint le corps professoral du Massachusetts Institute of Technology, où elle travaille dans le groupe de physique des systèmes vivants. Fakhri étudie en particulier les processus dans la matière vivante et non vivante qui créent des matériaux hors équilibre. Ces matériaux peuvent présenter des fluctuations anormales, des transitions de phase hors équilibre et des propriétés rhéologiques inhabituelles. Par exemple, Fakhri étudie les concentrations de Rho-GTP sur la membrane cellulaire de Patiria miniata. En marquant le Rho-GTP (en) dans les ovules avec une protéine fluorescente, Fakhri a pu étudier la dynamique cellulaire au microscope. Elle a montré que la concentration en protéines variait par vagues à travers la protéine, formant des modèles avec deux types différents de vortex tourbillonnants.

## Récompenses et honneurs
Nikta Fakhri reçoit en 2016 le Prix de développement de carrière pour l'organisation du programme Human Frontier Science puis en 2017 elle bénéficie d'une Bourse de recherche Alfred P. Sloan.
En 2018 elle devient Professeur Thomas D. et Virginia W. Cabot et , la même année, reçoit le Prix IUPAP du jeune scientifique en physique biologique.
En 2019 elle est lauréate du Prix CAREER de la Fondation nationale pour la science, elle est également Boursière Frontier de la Fondation Kavli.
En 2022 la Société américaine de physique lui décerne le prix de début de carrière pour la recherche sur la matière molle.

## Publications (sélection)
- (en) Christopher Battle, Chase P Broedersz, Nikta Fakhri, Veikko F Geyer, Jonathon Howard, Christoph F Schmidt et Frederick C MacKintosh, « Broken detailed balance at mesoscopic scales in active biological systems », Science, Amérique septentrionale, AAAS, vol. 352, no 6285,‎ 1er avril 2016, p. 604-607 (ISSN 0036-8075 et 1095-9203, OCLC 1644869, PMID 27126047, DOI 10.1126/SCIENCE.AAC8167).
- (en) Nikta Fakhri, Alok D Wessel, Charlotte Willms, Matteo Pasquali, Dieter R Klopfenstein, Frederick C MacKintosh et Christoph F Schmidt, « High-resolution mapping of intracellular fluctuations using carbon nanotubes », Science, Amérique septentrionale, AAAS, vol. 344, no 6187,‎ 1er mai 2014, p. 1031-1035 (ISSN 0036-8075 et 1095-9203, OCLC 1644869, PMID 24876498, DOI 10.1126/SCIENCE.1250170).
- (en) Nikta Fakhri, Dmitri A Tsyboulski, Laurent Cognet, R. Bruce Weisman et Matteo Pasquali, « Diameter-dependent bending dynamics of single-walled carbon nanotubes in liquids », Proceedings of the National Academy of Sciences, Washington et États-Unis, NAS, vol. 106, no 34,‎ 12 août 2009, p. 14219-14223 (ISSN 0027-8424 et 1091-6490, OCLC 43473694 et 1607201, PMID 19706503, PMCID 2732870, DOI 10.1073/PNAS.0904148106).